# 光叶银莲花
光叶银莲花（学名：Anemone obtusiloba sp. leiophylla）为毛茛科银莲花属下的一个亚种。